# Linz
Linz er en by i Østrigs delstat Oberösterreich med godt 189.000 indbyggere, hvilket gør den til den tredje største by i Østrig efter Wien og Graz. Linz er en statutarby og som sådan både et administrativt område (Bezirk) mellem områderne "amt" ( Kreis) og "kommune" (Gemeinde).
Jernbanen til České Budějovice i Tjekkiet er den ældste på det europæiske kontinent og blev konstrueret i perioden 1824-1832.